# Élections législatives de 1997 dans le Nord
Les élections législatives françaises de 1997 se déroulent le 25 mai et le 1er juin 1997. Dans le département du Nord, vingt-quatre députés sont à élire dans le cadre de vingt-quatre circonscriptions.

## Élus
| Circonscription | Député sortant                                   | Parti | Parti         | Député élu ou réélu     | Parti | Parti     |
| --------------- | ------------------------------------------------ | ----- | ------------- | ----------------------- | ----- | --------- |
| 1e              | Jacques Richir suppléant de Colette Codaccioni   |       | UDF (FD)      | Bernard Roman           |       | PS        |
| 2e              | Bernard Derosier                                 |       | PS            | Bernard Derosier        |       | PS        |
| 3e              | Claude Dhinnin                                   |       | RPR           | Alain Cacheux           |       | PS        |
| 4e              | Marc-Philippe Daubresse                          |       | UDF (FD)      | Marc-Philippe Daubresse |       | UDF (FD)  |
| 5e              | Bernard Davoine                                  |       | PS            | Martine Aubry           |       | PS        |
| 6e              | Thierry Lazaro                                   |       | RPR           | Thierry Lazaro          |       | RPR       |
| 7e              | Michel Ghysel                                    |       | RPR           | Guy Hascoët             |       | Les Verts |
| 8e              | Gérard Vignoble                                  |       | UDF (FD)      | Dominique Baert         |       | PS        |
| 9e              | Patrick Delnatte suppléant de Serge Charles      |       | RPR           | Patrick Delnatte        |       | RPR       |
| 10e             | Christian Vanneste                               |       | RPR           | Jean-Pierre Balduyck    |       | PS        |
| 11e             | Michel Dessaint suppléant de Françoise Hostalier |       | UDF (FD)      | Yves Durand             |       | PS        |
| 12e             | Régis Fauchoit                                   |       | Divers gauche | Jean Le Garrec          |       | PS        |
| 13e             | Emmanuel Dewees                                  |       | RPR           | Michel Delebarre        |       | PS        |
| 14e             | Gabriel Deblock                                  |       | RPR           | Monique Denise          |       | PS        |
| 15e             | Marie-Fanny Gournay                              |       | RPR           | Jean Delobel            |       | PS        |
| 16e             | Georges Hage                                     |       | PCF           | Georges Hage            |       | PCF       |
| 17e             | Jacques Vernier                                  |       | RPR           | Marc Dolez              |       | PS        |
| 18e             | Claude Pringalle                                 |       | RPR           | Brigitte Douay          |       | PS        |
| 19e             | René Carpentier                                  |       | PCF           | Patrick Leroy           |       | PCF       |
| 20e             | Alain Bocquet                                    |       | PCF           | Alain Bocquet           |       | PCF       |
| 21e             | Jean-Louis Borloo                                |       | Divers droite | Jean-Louis Borloo       |       | UDF (FD)  |
| 22e             | Christian Bataille                               |       | PS            | Christian Bataille      |       | PS        |
| 23e             | Jean-Claude Decagny                              |       | UDF (FD)      | Jean-Claude Decagny     |       | UDF (FD)  |
| 24e             | Alain Poyart                                     |       | RPR           | Marcel Dehoux           |       | PS        |

## Résultats

### Résultats à l'échelle du département
| Parti          | Parti                                     | Premier tour | Premier tour | Second tour | Second tour | Sièges |
| Parti          | Parti                                     | Voix         | %            | Voix        | %           | Sièges |
| -------------- | ----------------------------------------- | ------------ | ------------ | ----------- | ----------- | ------ |
|                | Parti socialiste                          | 273 735      | 24,83        | 433 806     | 40,34       | 15     |
|                | Parti communiste français                 | 155 082      | 14,07        | 120 665     | 11,22       | 3      |
|                | Les Verts                                 | 33 834       | 3,07         | 21 090      | 1,96        | 1      |
|                | Mouvement des citoyens dont Divers gauche | 23 927       | 2,17         |             |             | 0      |
|                | Parti radical-socialiste                  | 9 428        | 0,86         | 14 630      | 1,36        | 0      |
|                | Gauche plurielle                          | 496 006      | 44,99        | 590 191     | 54,88       | 19     |
|                |                                           |              |              |             |             |        |
|                | Rassemblement pour la République          | 168 005      | 15,24        | 234 245     | 21,78       | 2      |
|                | Union pour la démocratie française        | 66 478       | 6,03         | 112 042     | 10,42       | 3      |
|                | Divers droite                             | 75 121       | 6,81         | 67 402      | 6,27        | 0      |
|                | La Droite indépendante                    | 27 378       | 2,48         |             |             | 0      |
|                | Mouvement des réformateurs                | 967          | 0,09         | 0           |             |        |
|                | Droite parlementaire                      | 337 949      | 30,66        | 413 689     | 38,47       | 5      |
|                |                                           |              |              |             |             |        |
|                | Front national                            | 194 439      | 17,64        | 71 594      | 6,66        | 0      |
|                | Extrême gauche dont LCR, LO, AREV et AREV | 30 171       | 2,74         |             |             | 0      |
|                | Divers écologiste dont LT-LNÉ, MÉI et GÉ  | 42 458       | 4,85         | 0           |             |        |
|                | Extrême droite                            | 906          | 0,08         | 0           |             |        |
|                | Divers                                    | 441          | 0,04         | 0           |             |        |
|                |                                           |              |              |             |             |        |
| Inscrits       | Inscrits                                  | 1 664 381    | 100,00       | 1 664 069   | 100,00      | 24     |
| Abstentions    | Abstentions                               | 508 569      | 30,56        | 497 699     | 29,91       |        |
| Votants        | Votants                                   | 1 155 812    | 69,44        | 1 166 370   | 70,09       |        |
| Blancs et nuls | Blancs et nuls                            | 53 442       | 4,62         | 90 896      | 7,79        |        |
| Exprimés       | Exprimés                                  | 1 102 370    | 95,38        | 1 075 474   | 92,21       |        |

### Résultats par circonscription

#### Première circonscription (Lille-Sud)
| Candidat       | Candidat                    | Parti             | Premier tour | Premier tour | Second tour | Second tour |  |
| Candidat       | Candidat                    | Parti             | Voix         | %            | Voix        | %           |  |
| -------------- | --------------------------- | ----------------- | ------------ | ------------ | ----------- | ----------- |  |
|                | Bernard Roman élu           | PS                | 11 699       | 36,53        | 19 415      | 58,4        |  |
|                | Colette Codaccioni sortante | RPR               | 8 511        | 26,58        | 13 828      | 41,6        |  |
|                | Eliane Coolzaet             | FN                | 5 050        | 15,77        |             |             |  |
|                | Françoise Hénaut            | PCF               | 2 108        | 6,58         |             |             |  |
|                | René Penet                  | Les Verts         | 1 393        | 4,35         |             |             |  |
|                | Nicole Baudrin              | LO                | 1 179        | 3,68         |             |             |  |
|                | Marie-Anne Mirabel          | LDI (MPF)         | 702          | 2,19         |             |             |  |
|                | Nadir Saifi                 | GÉ                | 488          | 1,52         |             |             |  |
|                | Dominique Labis             | Divers écologiste | 457          | 1,43         |             |             |  |
|                | Michel Mercier              | AREV              | 282          | 0,88         |             |             |  |
|                | Michel Benit                | Extrême droite    | 153          | 0,48         |             |             |  |
|                |                             |                   |              |              |             |             |  |
| Inscrits       | Inscrits                    | Inscrits          | 56 038       | 100,00       | 56 038      | 100,00      |  |
| Abstentions    | Abstentions                 | Abstentions       | 22 872       | 40,82        | 20 879      | 37,26       |  |
| Votants        | Votants                     | Votants           | 33 166       | 59,18        | 35 159      | 62,74       |  |
| Blancs et nuls | Blancs et nuls              | Blancs et nuls    | 1 144        | 3,45         | 1 916       | 5,45        |  |
| Exprimés       | Exprimés                    | Exprimés          | 32 022       | 96,55        | 33 243      | 94,55       |  |

#### Deuxième circonscription (Lille-Est)
| Candidat       | Candidat                       | Parti             | Premier tour | Premier tour | Second tour | Second tour |  |
| Candidat       | Candidat                       | Parti             | Voix         | %            | Voix        | %           |  |
| -------------- | ------------------------------ | ----------------- | ------------ | ------------ | ----------- | ----------- |  |
|                | Bernard Derosier sortant réélu | PS                | 15 497       | 36,26        | 27 268      | 63,7        |  |
|                | Dominique Rosselle             | RPR               | 8 608        | 20,14        | 15 536      | 36,3        |  |
|                | Philippe Bernard               | FN                | 6 605        | 15,46        |             |             |  |
|                | Jean-Raymond de Grève          | PCF               | 3 715        | 8,69         |             |             |  |
|                | Gilles Boury                   | LO                | 1 906        | 4,46         |             |             |  |
|                | Ronald Charbaut                | Les Verts         | 1 814        | 4,24         |             |             |  |
|                | Jean-Victor Lamon              | LDI (MPF)         | 915          | 2,14         |             |             |  |
|                | Patrick Breton                 | Divers droite     | 742          | 1,74         |             |             |  |
|                | Sylvie Flahaut                 | LT-LNÉ            | 663          | 1,55         |             |             |  |
|                | Paulo Ovan                     | GÉ                | 610          | 1,43         |             |             |  |
|                | David Alis                     | US4J              | 596          | 1,39         |             |             |  |
|                | Chantal Nordez                 | LCR               | 549          | 1,28         |             |             |  |
|                | Anne-Marie Marmier             | Divers écologiste | 514          | 1,2          |             |             |  |
|                |                                |                   |              |              |             |             |  |
| Inscrits       | Inscrits                       | Inscrits          | 67 863       | 100,00       | 67 864      | 100,00      |  |
| Abstentions    | Abstentions                    | Abstentions       | 23 392       | 34,47        | 22 174      | 32,67       |  |
| Votants        | Votants                        | Votants           | 44 471       | 65,53        | 45 690      | 67,33       |  |
| Blancs et nuls | Blancs et nuls                 | Blancs et nuls    | 1 737        | 3,91         | 2 886       | 6,32        |  |
| Exprimés       | Exprimés                       | Exprimés          | 42 734       | 96,09        | 42 804      | 93,68       |  |

#### Troisième circonscription (Lille-Nord)
| Candidat       | Candidat               | Parti          | Premier tour | Premier tour | Second tour | Second tour |  |
| Candidat       | Candidat               | Parti          | Voix         | %            | Voix        | %           |  |
| -------------- | ---------------------- | -------------- | ------------ | ------------ | ----------- | ----------- |  |
|                | Claude Dhinnin sortant | RPR            | 10 692       | 32,34        | 17 135      | 49,56       |  |
|                | Alain Cacheux élu      | PS             | 8 527        | 25,79        | 17 436      | 50,44       |  |
|                | Rémi Castermans        | FN             | 5 360        | 16,21        |             |             |  |
|                | Sylviane Delacroix     | PCF            | 2 617        | 7,92         |             |             |  |
|                | Dominique Plancke      | Les Verts      | 1 964        | 5,94         |             |             |  |
|                | Alexandre Bouché       | LDI (MPF)      | 953          | 2,88         |             |             |  |
|                | Jean-Marie Bauin       | GÉ             | 687          | 2,08         |             |             |  |
|                | Nicole Donne           | PT             | 588          | 1,78         |             |             |  |
|                | Laetitia Laude         | US4J           | 586          | 1,77         |             |             |  |
|                | Patricia Facchetti     | LT-LNÉ         | 557          | 1,68         |             |             |  |
|                | Dominique Gérardin     | LCR            | 532          | 1,61         |             |             |  |
|                |                        |                |              |              |             |             |  |
| Inscrits       | Inscrits               | Inscrits       | 57 537       | 100,00       | 57 537      | 100,00      |  |
| Abstentions    | Abstentions            | Abstentions    | 23 239       | 40,39        | 20 990      | 36,48       |  |
| Votants        | Votants                | Votants        | 34 298       | 59,61        | 36 547      | 63,52       |  |
| Blancs et nuls | Blancs et nuls         | Blancs et nuls | 1 235        | 3,6          | 1 976       | 5,41        |  |
| Exprimés       | Exprimés               | Exprimés       | 33 063       | 96,4         | 34 571      | 94,59       |  |

#### Quatrième circonscription (Lille-Ouest)
| Candidat       | Candidat                              | Parti             | Premier tour | Premier tour | Second tour | Second tour |  |
| Candidat       | Candidat                              | Parti             | Voix         | %            | Voix        | %           |  |
| -------------- | ------------------------------------- | ----------------- | ------------ | ------------ | ----------- | ----------- |  |
|                | Marc-Philippe Daubresse sortant réélu | UDF (FD)          | 15 544       | 36,75        | 23 351      | 54,03       |  |
|                | Thérèse Loridan                       | PS                | 10 302       | 24,35        | 19 864      | 45,97       |  |
|                | Gilles Alexandre                      | FN                | 6 888        | 16,28        |             |             |  |
|                | Roger Renard                          | PCF               | 3 876        | 9,16         |             |             |  |
|                | Jean-Marc Vandewoestyne               | LDI (CNIP)        | 1 242        | 2,94         |             |             |  |
|                | Oscar Loubry                          | Les Verts         | 1 179        | 2,79         |             |             |  |
|                | Nicole Knecht                         | GÉ                | 1 094        | 2,59         |             |             |  |
|                | Winoc Deleplanque                     | US4J              | 717          | 1,69         |             |             |  |
|                | Marcelle Peyrot                       | Divers écologiste | 623          | 1,47         |             |             |  |
|                | Christiane Ducamp-Lajournade          | MDC               | 503          | 1,19         |             |             |  |
|                | Isabelle Quéhen-Bobin                 | Divers            | 334          | 0,79         |             |             |  |
|                |                                       |                   |              |              |             |             |  |
| Inscrits       | Inscrits                              | Inscrits          | 65 605       | 100,00       | 65 602      | 100,00      |  |
| Abstentions    | Abstentions                           | Abstentions       | 21 307       | 32,48        | 19 962      | 30,43       |  |
| Votants        | Votants                               | Votants           | 44 298       | 67,52        | 45 640      | 69,57       |  |
| Blancs et nuls | Blancs et nuls                        | Blancs et nuls    | 1 996        | 4,51         | 2 425       | 5,31        |  |
| Exprimés       | Exprimés                              | Exprimés          | 42 302       | 95,49        | 43 215      | 94,69       |  |

#### Cinquième circonscription (Seclin)
| Candidat       | Candidat             | Parti          | Premier tour | Premier tour | Second tour | Second tour |  |
| Candidat       | Candidat             | Parti          | Voix         | %            | Voix        | %           |  |
| -------------- | -------------------- | -------------- | ------------ | ------------ | ----------- | ----------- |  |
|                | Martine Aubry élue   | PS             | 18 751       | 34,69        | 32 475      | 60,81       |  |
|                | Jacques Donnay       | RPR            | 12 208       | 22,59        | 20 932      | 39,19       |  |
|                | Jacques Bourrez      | FN             | 9 751        | 18,04        |             |             |  |
|                | Jean-Claude Willem   | PCF            | 6 816        | 12,61        |             |             |  |
|                | Régis Debliqui       | LO             | 1 769        | 3,27         |             |             |  |
|                | Arnold Gil           | Les Verts      | 1 286        | 2,38         |             |             |  |
|                | Chantal Pote         | LT-LNÉ         | 955          | 1,77         |             |             |  |
|                | Jacques Bathiat      | LDI (MPF)      | 854          | 1,58         |             |             |  |
|                | Eugène Delrue        | MÉI            | 597          | 1,1          |             |             |  |
|                | Johny Delayen        | Divers gauche  | 440          | 0,81         |             |             |  |
|                | Rahma Beldjilali     | GÉ             | 354          | 0,65         |             |             |  |
|                | Jean-Claude Delforge | Divers droite  | 270          | 0,5          |             |             |  |
|                |                      |                |              |              |             |             |  |
| Inscrits       | Inscrits             | Inscrits       | 79 759       | 100,00       | 79 755      | 100,00      |  |
| Abstentions    | Abstentions          | Abstentions    | 23 061       | 28,91        | 22 412      | 28,1        |  |
| Votants        | Votants              | Votants        | 56 698       | 71,09        | 57 343      | 71,9        |  |
| Blancs et nuls | Blancs et nuls       | Blancs et nuls | 2 647        | 4,67         | 3 936       | 6,86        |  |
| Exprimés       | Exprimés             | Exprimés       | 54 051       | 95,33        | 53 407      | 93,14       |  |

#### Sixième circonscription (Orchies)
| Candidat       | Candidat                     | Parti          | Premier tour | Premier tour | Second tour | Second tour |  |
| Candidat       | Candidat                     | Parti          | Voix         | %            | Voix        | %           |  |
| -------------- | ---------------------------- | -------------- | ------------ | ------------ | ----------- | ----------- |  |
|                | Thierry Lazaro sortant réélu | RPR            | 16 422       | 32,66        | 26 013      | 50,1        |  |
|                | Dominique Bailly             | PS             | 13 776       | 27,4         | 25 908      | 49,9        |  |
|                | Christian Grenier            | FN             | 7 535        | 14,99        |             |             |  |
|                | Jacques Roilelt              | PCF            | 4 576        | 9,1          |             |             |  |
|                | Maryse Faber-Rossi           | Les Verts      | 1 983        | 3,94         |             |             |  |
|                | Françoise de Villepoix       | LDI (MPF)      | 1 915        | 3,81         |             |             |  |
|                | Brigitte Colin               | LT-LNÉ         | 1 036        | 2,06         |             |             |  |
|                | Jacques Vlieghe              | US4J           | 1 019        | 2,03         |             |             |  |
|                | Camille Lemaire              | MÉI            | 916          | 1,82         |             |             |  |
|                | Louis Pineau                 | LCR            | 803          | 1,6          |             |             |  |
|                | Gerard Somerlinck            | Extrême droite | 294          | 0,58         |             |             |  |
|                |                              |                |              |              |             |             |  |
| Inscrits       | Inscrits                     | Inscrits       | 70 877       | 100,00       | 70 873      | 100,00      |  |
| Abstentions    | Abstentions                  | Abstentions    | 17 781       | 25,09        | 15 886      | 22,41       |  |
| Votants        | Votants                      | Votants        | 53 096       | 74,91        | 54 987      | 77,59       |  |
| Blancs et nuls | Blancs et nuls               | Blancs et nuls | 2 821        | 5,31         | 3 066       | 5,58        |  |
| Exprimés       | Exprimés                     | Exprimés       | 50 275       | 94,69        | 51 921      | 94,42       |  |

#### Septième circonscription (Roubaix-Est)
| Candidat       | Candidat               | Parti          | Premier tour | Premier tour | Second tour | Second tour |  |
| Candidat       | Candidat               | Parti          | Voix         | %            | Voix        | %           |  |
| -------------- | ---------------------- | -------------- | ------------ | ------------ | ----------- | ----------- |  |
|                | Guy Hascoët élu        | Les Verts (PS) | 12 467       | 30,27        | 21 090      | 46,74       |  |
|                | Michel Ghysel sortant  | RPR            | 10 128       | 24,59        | 15 288      | 33,88       |  |
|                | Philippe Guérard       | FN             | 9 809        | 23,81        | 8 742       | 19,38       |  |
|                | Christian Maes         | MDC            | 2 460        | 5,97         |             |             |  |
|                | Marc Cecon             | LO             | 1 664        | 4,04         |             |             |  |
|                | Georges Carlier        | GÉ             | 1 171        | 2,84         |             |             |  |
|                | Marie-Claude Vanhoutte | LT-LNÉ         | 814          | 1,98         |             |             |  |
|                | Claudine Dauphin       | Divers droite  | 810          | 1,97         |             |             |  |
|                | Abdlmajide Rokja       | Divers gauche  | 589          | 1,43         |             |             |  |
|                | Guy Playoust           | LDI (MPF)      | 536          | 1,3          |             |             |  |
|                | Hubert Caron           | Divers droite  | 353          | 0,86         |             |             |  |
|                | Daniel Gourmelon       | Extrême droite | 191          | 0,46         |             |             |  |
|                | Raphaël Selosse        | PLN            | 107          | 0,26         |             |             |  |
|                | Jean-Pol Taffin        | Divers droite  | 90           | 0,22         |             |             |  |
|                |                        |                |              |              |             |             |  |
| Inscrits       | Inscrits               | Inscrits       | 66 443       | 100,00       | 66 443      | 100,00      |  |
| Abstentions    | Abstentions            | Abstentions    | 23 207       | 34,93        | 19 991      | 30,09       |  |
| Votants        | Votants                | Votants        | 43 236       | 65,07        | 46 452      | 69,91       |  |
| Blancs et nuls | Blancs et nuls         | Blancs et nuls | 2 047        | 4,73         | 1 332       | 2,87        |  |
| Exprimés       | Exprimés               | Exprimés       | 41 189       | 95,27        | 45 120      | 97,13       |  |

#### Huitième circonscription (Roubaix-Ouest)
| Candidat       | Candidat                | Parti          | Premier tour | Premier tour | Second tour | Second tour |  |
| Candidat       | Candidat                | Parti          | Voix         | %            | Voix        | %           |  |
| -------------- | ----------------------- | -------------- | ------------ | ------------ | ----------- | ----------- |  |
|                | Gérard Vignoble sortant | UDF (FD)       | 11 619       | 29,13        | 16 970      | 38,81       |  |
|                | Dominique Baert élu     | PS             | 9 845        | 24,68        | 19 048      | 43,57       |  |
|                | Carl Lang               | FN             | 8 863        | 22,22        | 7 704       | 17,62       |  |
|                | Françoise Thilliez      | PCF            | 2 456        | 6,16         |             |             |  |
|                | Marc Dubrul             | LO             | 1 430        | 3,59         |             |             |  |
|                | Jean-Paul Chahine       | LDI (MPF)      | 1 131        | 2,84         |             |             |  |
|                | Fabienne Pertel         | GÉ             | 1 000        | 2,51         |             |             |  |
|                | Boualem Haddouche       | IR             | 889          | 2,23         |             |             |  |
|                | Patrick Mortal          | LCR            | 820          | 2,06         |             |             |  |
|                | Yves Bouillon           | LT-LNÉ         | 574          | 1,44         |             |             |  |
|                | Michel Droulet          | MÉI            | 513          | 1,29         |             |             |  |
|                | Said Habbas             | Divers gauche  | 455          | 1,14         |             |             |  |
|                | Marc Detournay          | Divers droite  | 291          | 0,73         |             |             |  |
|                | François Deboosère      | Divers droite  | 0            | 0            |             |             |  |
|                |                         |                |              |              |             |             |  |
| Inscrits       | Inscrits                | Inscrits       | 66 909       | 100,00       | 66 909      | 100,00      |  |
| Abstentions    | Abstentions             | Abstentions    | 25 312       | 37,83        | 22 043      | 32,94       |  |
| Votants        | Votants                 | Votants        | 41 597       | 62,17        | 44 866      | 67,06       |  |
| Blancs et nuls | Blancs et nuls          | Blancs et nuls | 1 711        | 4,11         | 1 144       | 2,55        |  |
| Exprimés       | Exprimés                | Exprimés       | 39 886       | 95,89        | 43 722      | 97,45       |  |

#### Neuvième circonscription (Tourcoing-Sud)
| Candidat       | Candidat                       | Parti          | Premier tour | Premier tour | Second tour | Second tour |  |
| Candidat       | Candidat                       | Parti          | Voix         | %            | Voix        | %           |  |
| -------------- | ------------------------------ | -------------- | ------------ | ------------ | ----------- | ----------- |  |
|                | Patrick Delnatte sortant réélu | RPR            | 17 099       | 42,66        | 25 814      | 63,83       |  |
|                | Colette Huvenne                | PRS (PS)       | 9 428        | 23,52        | 14 630      | 36,17       |  |
|                | Michel Ximenes                 | FN             | 7 598        | 18,96        |             |             |  |
|                | Élisabeth Bourgois             | LDI (MPF)      | 1 982        | 4,94         |             |             |  |
|                | Étienne Forest                 | GÉ             | 1 479        | 3,69         |             |             |  |
|                | Jean-Pierre Lemai              | Divers droite  | 959          | 2,39         |             |             |  |
|                | Gérard Wozniak                 | LT-LNÉ         | 915          | 2,28         |             |             |  |
|                | Philippe Desoutter             | US4J           | 611          | 1,52         |             |             |  |
|                | Claude Demoustier              | PCF            | 11           | 0,03         |             |             |  |
|                |                                |                |              |              |             |             |  |
| Inscrits       | Inscrits                       | Inscrits       | 64 330       | 100,00       | 64 330      | 100,00      |  |
| Abstentions    | Abstentions                    | Abstentions    | 22 584       | 35,11        | 21 790      | 33,87       |  |
| Votants        | Votants                        | Votants        | 41 746       | 64,89        | 42 540      | 66,13       |  |
| Blancs et nuls | Blancs et nuls                 | Blancs et nuls | 1 664        | 3,99         | 2 096       | 4,93        |  |
| Exprimés       | Exprimés                       | Exprimés       | 40 082       | 96,01        | 40 444      | 95,07       |  |

#### Dixième circonscription (Tourcoing-Nord)
| Candidat       | Candidat                   | Parti          | Premier tour | Premier tour | Second tour | Second tour |  |
| Candidat       | Candidat                   | Parti          | Voix         | %            | Voix        | %           |  |
| -------------- | -------------------------- | -------------- | ------------ | ------------ | ----------- | ----------- |  |
|                | Jean-Pierre Balduyck élu   | PS             | 13 532       | 29,61        | 20 991      | 42,55       |  |
|                | Christian Vanneste sortant | RPR            | 12 194       | 26,68        | 18 733      | 37,97       |  |
|                | Christian Baeckeroot       | FN             | 11 496       | 25,15        | 9 610       | 19,48       |  |
|                | Dominique de Clercq-Danel  | PCF            | 2 750        | 6,02         |             |             |  |
|                | Bruno Vargiu               | LO             | 1 380        | 3,02         |             |             |  |
|                | Patrick Beeusart           | GÉ             | 1 260        | 2,76         |             |             |  |
|                | Patrice Desrumeaux         | LDI (CNIP)     | 1 061        | 2,32         |             |             |  |
|                | Colette Hagard             | LT-LNÉ         | 946          | 2,07         |             |             |  |
|                | Farid Zighem               | Divers gauche  | 522          | 1,14         |             |             |  |
|                | Pierre Bouchery            | US4J           | 469          | 1,03         |             |             |  |
|                | René Giot                  | Divers droite  | 95           | 0,21         |             |             |  |
|                |                            |                |              |              |             |             |  |
| Inscrits       | Inscrits                   | Inscrits       | 70 855       | 100,00       | 70 855      | 100,00      |  |
| Abstentions    | Abstentions                | Abstentions    | 23 064       | 32,55        | 19 962      | 28,17       |  |
| Votants        | Votants                    | Votants        | 47 791       | 67,45        | 50 893      | 71,83       |  |
| Blancs et nuls | Blancs et nuls             | Blancs et nuls | 2 086        | 4,36         | 1 559       | 3,06        |  |
| Exprimés       | Exprimés                   | Exprimés       | 45 705       | 95,64        | 49 334      | 96,94       |  |

#### Onzième circonscription (Armentières)
| Candidat       | Candidat                     | Parti          | Premier tour | Premier tour | Second tour | Second tour |  |
| Candidat       | Candidat                     | Parti          | Voix         | %            | Voix        | %           |  |
| -------------- | ---------------------------- | -------------- | ------------ | ------------ | ----------- | ----------- |  |
|                | Yves Durand élu              | PS             | 18 896       | 34,26        | 32 260      | 59,11       |  |
|                | Françoise Hostalier sortante | UDF (PPDF)     | 12 804       | 23,22        | 22 312      | 40,89       |  |
|                | Pascal Gannat                | FN             | 9 770        | 17,72        |             |             |  |
|                | Éric Bocquet                 | PCF            | 5 456        | 9,89         |             |             |  |
|                | Yves-Marie Bernier           | LDI (MPF)      | 1 861        | 3,37         |             |             |  |
|                | Hubert Sénéchal              | LO             | 1 712        | 3,1          |             |             |  |
|                | Jean-Louis Maniez            | Les Verts      | 1 534        | 2,78         |             |             |  |
|                | Jacqueline Montagne          | LT-LNÉ         | 946          | 1,72         |             |             |  |
|                | Patrick Genelle              | Divers droite  | 908          | 1,65         |             |             |  |
|                | Claudio Speziari             | US4J           | 702          | 1,27         |             |             |  |
|                | Charles Lemaire              | MÉI            | 559          | 1,01         |             |             |  |
|                |                              |                |              |              |             |             |  |
| Inscrits       | Inscrits                     | Inscrits       | 80 308       | 100,00       | 80 294      | 100,00      |  |
| Abstentions    | Abstentions                  | Abstentions    | 22 602       | 28,14        | 21 947      | 27,33       |  |
| Votants        | Votants                      | Votants        | 57 706       | 71,86        | 58 347      | 72,67       |  |
| Blancs et nuls | Blancs et nuls               | Blancs et nuls | 2 558        | 4,43         | 3 775       | 6,47        |  |
| Exprimés       | Exprimés                     | Exprimés       | 55 148       | 95,57        | 54 572      | 93,53       |  |

#### Douzième circonscription (Dunkerque-Ouest)
| Candidat       | Candidat               | Parti             | Premier tour | Premier tour | Second tour | Second tour |  |
| Candidat       | Candidat               | Parti             | Voix         | %            | Voix        | %           |  |
| -------------- | ---------------------- | ----------------- | ------------ | ------------ | ----------- | ----------- |  |
|                | Jean Le Garrec élu     | PS                | 10 782       | 23,75        | 28 158      | 64,25       |  |
|                | Patrick Lorant         | FN                | 10 342       | 22,78        | 15 665      | 35,75       |  |
|                | Christian Hutin        | Divers droite     | 8 192        | 18,05        |             |             |  |
|                | Régis Fauchoit sortant | Divers gauche     | 6 047        | 13,32        |             |             |  |
|                | Didier Liennart        | PCF               | 3 739        | 8,24         |             |             |  |
|                | Dominique Wailly       | LO                | 2 396        | 5,28         |             |             |  |
|                | Daniel Dusart          | LDI (MPF)         | 967          | 2,13         |             |             |  |
|                | Bernard De Veylder     | Les Verts         | 900          | 1,98         |             |             |  |
|                | Nicole Castelain       | LT-LNÉ            | 594          | 1,31         |             |             |  |
|                | François Romano        | GÉ                | 522          | 1,15         |             |             |  |
|                | Jean-Marie Dubois      | MÉI               | 475          | 1,05         |             |             |  |
|                | Jean-Claude Moret      | Divers écologiste | 436          | 0,96         |             |             |  |
|                |                        |                   |              |              |             |             |  |
| Inscrits       | Inscrits               | Inscrits          | 67 333       | 100,00       | 67 333      | 100,00      |  |
| Abstentions    | Abstentions            | Abstentions       | 19 367       | 28,76        | 18 751      | 27,85       |  |
| Votants        | Votants                | Votants           | 47 966       | 71,24        | 48 582      | 72,15       |  |
| Blancs et nuls | Blancs et nuls         | Blancs et nuls    | 2 574        | 5,37         | 4 759       | 9,8         |  |
| Exprimés       | Exprimés               | Exprimés          | 45 392       | 94,63        | 43 823      | 90,2        |  |

#### Treizième circonscription (Dunkerque-Est)
| Candidat       | Candidat                | Parti          | Premier tour | Premier tour | Second tour | Second tour |  |
| Candidat       | Candidat                | Parti          | Voix         | %            | Voix        | %           |  |
| -------------- | ----------------------- | -------------- | ------------ | ------------ | ----------- | ----------- |  |
|                | Michel Delebarre élu    | PS             | 15 728       | 37,59        | 24 262      | 56,9        |  |
|                | Emmanuel Dewees sortant | RPR            | 10 655       | 25,47        | 18 378      | 43,1        |  |
|                | Philippe Eymery         | FN             | 7 330        | 17,52        |             |             |  |
|                | Gérard Miroux           | PCF            | 2 039        | 4,87         |             |             |  |
|                | Marcel Lefèvre          | Les Verts      | 1 354        | 3,24         |             |             |  |
|                | Véronique de Miribel    | LDI (CNIP)     | 1 210        | 2,89         |             |             |  |
|                | Jacques Volant          | LO             | 1 182        | 2,83         |             |             |  |
|                | Henri Darbes            | GÉ             | 715          | 1,71         |             |             |  |
|                | Christiane Lenglet      | LT-LNÉ         | 638          | 1,52         |             |             |  |
|                | Marcel Fossaert         | LCR            | 386          | 0,92         |             |             |  |
|                | Didier Schein           | PT             | 301          | 0,72         |             |             |  |
|                | Christian Joseph        | Divers droite  | 161          | 0,38         |             |             |  |
|                | Alain Delbecq           | Divers droite  | 141          | 0,34         |             |             |  |
|                |                         |                |              |              |             |             |  |
| Inscrits       | Inscrits                | Inscrits       | 64 454       | 100,00       | 64 454      | 100,00      |  |
| Abstentions    | Abstentions             | Abstentions    | 20 678       | 32,08        | 18 949      | 29,4        |  |
| Votants        | Votants                 | Votants        | 43 776       | 67,92        | 45 505      | 70,6        |  |
| Blancs et nuls | Blancs et nuls          | Blancs et nuls | 1 936        | 4,42         | 2 865       | 6,3         |  |
| Exprimés       | Exprimés                | Exprimés       | 41 840       | 95,58        | 42 640      | 93,7        |  |

#### Quatorzième circonscription (Bergues)
| Candidat       | Candidat            | Parti          | Premier tour | Premier tour | Second tour | Second tour |  |
| Candidat       | Candidat            | Parti          | Voix         | %            | Voix        | %           |  |
| -------------- | ------------------- | -------------- | ------------ | ------------ | ----------- | ----------- |  |
|                | Jean-Pierre Decool  | RPR            | 16 712       | 35,08        | 24 604      | 49,51       |  |
|                | Monique Denise élue | PS             | 14 487       | 30,41        | 25 090      | 50,49       |  |
|                | Yannick Le Floc'h   | FN             | 7 266        | 15,25        |             |             |  |
|                | Guillaume Dochez    | PCF            | 2 783        | 5,84         |             |             |  |
|                | Alain Trédez        | Les Verts      | 1 887        | 3,96         |             |             |  |
|                | Philippe Peene      | Divers droite  | 1 820        | 3,82         |             |             |  |
|                | Anthony Roseau      | LT-LNÉ         | 927          | 1,95         |             |             |  |
|                | Gérard Jonckheere   | MDC            | 885          | 1,86         |             |             |  |
|                | Serge Westelynck    | GÉ             | 871          | 1,83         |             |             |  |
|                |                     |                |              |              |             |             |  |
| Inscrits       | Inscrits            | Inscrits       | 66 937       | 100,00       | 66 931      | 100,00      |  |
| Abstentions    | Abstentions         | Abstentions    | 15 958       | 23,84        | 13 894      | 20,76       |  |
| Votants        | Votants             | Votants        | 50 979       | 76,16        | 53 037      | 79,24       |  |
| Blancs et nuls | Blancs et nuls      | Blancs et nuls | 3 341        | 6,55         | 3 343       | 6,3         |  |
| Exprimés       | Exprimés            | Exprimés       | 47 638       | 93,45        | 49 694      | 93,7        |  |

#### Quinzième circonscription (Hazebrouck)
| Candidat       | Candidat           | Parti             | Premier tour | Premier tour | Second tour | Second tour |  |
| Candidat       | Candidat           | Parti             | Voix         | %            | Voix        | %           |  |
| -------------- | ------------------ | ----------------- | ------------ | ------------ | ----------- | ----------- |  |
|                | Jean Delobel élu   | PS                | 13 438       | 28,9         | 25 952      | 54,13       |  |
|                | Paul Blondel       | Divers droite     | 13 269       | 28,53        | 21 989      | 45,87       |  |
|                | Hubert Maes        | FN                | 6 467        | 13,91        |             |             |  |
|                | Alain Pocholle     | PCF               | 4 461        | 9,59         |             |             |  |
|                | Christian Defebvre | Divers droite     | 3 040        | 6,54         |             |             |  |
|                | Martin Masson      | LDI (MPF)         | 2 383        | 5,12         |             |             |  |
|                | Dominique Chambaut | GÉ                | 1 420        | 3,05         |             |             |  |
|                | Modeste Vanhoutte  | LT-LNÉ            | 1 020        | 2,19         |             |             |  |
|                | Alain Dubois       | Divers écologiste | 1 008        | 2,17         |             |             |  |
|                |                    |                   |              |              |             |             |  |
| Inscrits       | Inscrits           | Inscrits          | 66 767       | 100,00       | 66 497      | 100,00      |  |
| Abstentions    | Abstentions        | Abstentions       | 17 000       | 25,46        | 15 095      | 22,7        |  |
| Votants        | Votants            | Votants           | 49 767       | 74,54        | 51 402      | 77,3        |  |
| Blancs et nuls | Blancs et nuls     | Blancs et nuls    | 3 261        | 6,55         | 3 461       | 6,73        |  |
| Exprimés       | Exprimés           | Exprimés          | 46 506       | 93,45        | 47 941      | 93,27       |  |

#### Seizième circonscription (Aniche)
| Candidat       | Candidat                   | Parti          | Premier tour | Premier tour | Second tour | Second tour |  |
| Candidat       | Candidat                   | Parti          | Voix         | %            | Voix        | %           |  |
| -------------- | -------------------------- | -------------- | ------------ | ------------ | ----------- | ----------- |  |
|                | Georges Hage sortant réélu | PCF            | 20 010       | 37,69        | 33 103      | 100,00      |  |
|                | Jeannine Marquaille        | PS             | 9 859        | 18,57        | Retrait     | Retrait     |  |
|                | René Gambiez               | FN             | 7 021        | 13,23        |             |             |  |
|                | Serge Gaillot              | RPR            | 6 917        | 13,03        |             |             |  |
|                | Patrick Vanandrewelt       | diss. UDF      | 4 091        | 7,71         |             |             |  |
|                | Laurence Viguié            | LO             | 1 772        | 3,34         |             |             |  |
|                | Philippe Bernard           | Les Verts      | 1 487        | 2,8          |             |             |  |
|                | Béatrice Pottier           | LT-LNÉ         | 1 070        | 2,02         |             |             |  |
|                | Zdzislaw Sniadach          | LDI (CNIP)     | 857          | 1,61         |             |             |  |
|                | Annie Paurisse             | GÉ             | 0            | 0            |             |             |  |
|                |                            |                |              |              |             |             |  |
| Inscrits       | Inscrits                   | Inscrits       | 76 705       | 100,00       | 76 705      | 100,00      |  |
| Abstentions    | Abstentions                | Abstentions    | 21 024       | 27,41        | 31 435      | 40,98       |  |
| Votants        | Votants                    | Votants        | 55 681       | 72,59        | 45 270      | 59,02       |  |
| Blancs et nuls | Blancs et nuls             | Blancs et nuls | 2 597        | 4,66         | 12 167      | 26,88       |  |
| Exprimés       | Exprimés                   | Exprimés       | 53 084       | 95,34        | 33 103      | 73,12       |  |

#### Dix-septième circonscription (Douai)
| Candidat       | Candidat                | Parti          | Premier tour | Premier tour | Second tour | Second tour |  |
| Candidat       | Candidat                | Parti          | Voix         | %            | Voix        | %           |  |
| -------------- | ----------------------- | -------------- | ------------ | ------------ | ----------- | ----------- |  |
|                | Marc Dolez élu          | PS             | 15 029       | 31,43        | 29 431      | 59,53       |  |
|                | Jacques Vernier sortant | RPR            | 13 702       | 28,66        | 20 005      | 40,47       |  |
|                | Pierre Lefebvre         | PCF            | 7 673        | 16,05        |             |             |  |
|                | Jean-Marie Lamare       | FN             | 6 677        | 13,97        |             |             |  |
|                | Roger Marie             | LO             | 1 296        | 2,71         |             |             |  |
|                | Geneviève Pirrieros     | Les Verts      | 1 027        | 2,15         |             |             |  |
|                | Jean-Marc Sergent       | LDI (CNIP)     | 794          | 1,66         |             |             |  |
|                | Jacqueline Compari      | GÉ             | 695          | 1,45         |             |             |  |
|                | Annick Makala           | US4J           | 462          | 0,97         |             |             |  |
|                | Lucette Duquesne        | MÉI            | 255          | 0,53         |             |             |  |
|                | Jean-Pierre Versini     | Extrême droite | 202          | 0,42         |             |             |  |
|                |                         |                |              |              |             |             |  |
| Inscrits       | Inscrits                | Inscrits       | 71 593       | 100,00       | 71 593      | 100,00      |  |
| Abstentions    | Abstentions             | Abstentions    | 22 013       | 30,75        | 20 147      | 28,14       |  |
| Votants        | Votants                 | Votants        | 49 580       | 69,25        | 51 446      | 71,86       |  |
| Blancs et nuls | Blancs et nuls          | Blancs et nuls | 1 768        | 3,57         | 2 010       | 3,91        |  |
| Exprimés       | Exprimés                | Exprimés       | 47 812       | 96,43        | 49 436      | 96,09       |  |

#### Dix-huitième circonscription (Cambrai)
| Candidat       | Candidat                | Parti          | Premier tour | Premier tour | Second tour | Second tour |  |
| Candidat       | Candidat                | Parti          | Voix         | %            | Voix        | %           |  |
| -------------- | ----------------------- | -------------- | ------------ | ------------ | ----------- | ----------- |  |
|                | François-Xavier Villain | Divers droite  | 16 224       | 30,87        | 26 264      | 48,29       |  |
|                | Brigitte Douay élue     | PS             | 12 873       | 24,49        | 28 123      | 51,71       |  |
|                | Albert Ponthieux        | FN             | 8 617        | 16,39        |             |             |  |
|                | Colette Dessaint        | PCF            | 7 252        | 13,8         |             |             |  |
|                | Pierre Doise            | Divers droite  | 2 563        | 4,88         |             |             |  |
|                | Maggie Cuvillier        | Les Verts      | 1 908        | 3,63         |             |             |  |
|                | Vincent Cambier         | LDI (MPF)      | 1 110        | 2,11         |             |             |  |
|                | Mercedes Mamane         | LT-LNÉ         | 874          | 1,66         |             |             |  |
|                | Victor Sailly           | Divers droite  | 616          | 1,17         |             |             |  |
|                | Claudine Sartiaux       | MDC            | 525          | 1            |             |             |  |
|                |                         |                |              |              |             |             |  |
| Inscrits       | Inscrits                | Inscrits       | 75 770       | 100,00       | 75 767      | 100,00      |  |
| Abstentions    | Abstentions             | Abstentions    | 20 129       | 26,57        | 17 955      | 23,7        |  |
| Votants        | Votants                 | Votants        | 55 641       | 73,43        | 57 812      | 76,3        |  |
| Blancs et nuls | Blancs et nuls          | Blancs et nuls | 3 079        | 5,53         | 3 425       | 5,92        |  |
| Exprimés       | Exprimés                | Exprimés       | 52 562       | 94,47        | 54 387      | 94,08       |  |

#### Dix-neuvième circonscription (Denain)
| Candidat       | Candidat            | Parti             | Premier tour | Premier tour | Second tour | Second tour |  |
| Candidat       | Candidat            | Parti             | Voix         | %            | Voix        | %           |  |
| -------------- | ------------------- | ----------------- | ------------ | ------------ | ----------- | ----------- |  |
|                | Patrick Leroy élu   | PCF               | 17 340       | 33,22        | 31 575      | 100,00      |  |
|                | Michel François     | PS                | 11 607       | 22,23        | Retrait     | Retrait     |  |
|                | Serge Thomas        | FN                | 9 208        | 17,64        |             |             |  |
|                | Bernard Godin       | RPR               | 7 778        | 14,9         |             |             |  |
|                | Josianne Dubois     | LO                | 2 001        | 3,83         |             |             |  |
|                | Philippe Nenert     | LDI (MPF)         | 1 153        | 2,21         |             |             |  |
|                | Nathalie Dejaeghere | LT-LNÉ            | 912          | 1,75         |             |             |  |
|                | Michel Moreau       | Divers écologiste | 896          | 1,72         |             |             |  |
|                | Fabrizio Traballoni | GÉ                | 799          | 1,53         |             |             |  |
|                | Stephan Zarembski   | Divers gauche     | 508          | 0,97         |             |             |  |
|                |                     |                   |              |              |             |             |  |
| Inscrits       | Inscrits            | Inscrits          | 75 855       | 100,00       | 75 851      | 100,00      |  |
| Abstentions    | Abstentions         | Abstentions       | 20 988       | 27,67        | 31 876      | 42,02       |  |
| Votants        | Votants             | Votants           | 54 867       | 72,33        | 43 975      | 57,98       |  |
| Blancs et nuls | Blancs et nuls      | Blancs et nuls    | 2 665        | 4,86         | 12 400      | 28,2        |  |
| Exprimés       | Exprimés            | Exprimés          | 52 202       | 95,14        | 31 575      | 71,8        |  |

#### Vingtième circonscription (Saint-Amand-les-Eaux)
| Candidat       | Candidat                    | Parti          | Premier tour | Premier tour | Second tour | Second tour |  |
| Candidat       | Candidat                    | Parti          | Voix         | %            | Voix        | %           |  |
| -------------- | --------------------------- | -------------- | ------------ | ------------ | ----------- | ----------- |  |
|                | Alain Bocquet sortant réélu | PCF            | 21 228       | 41,1         | 32 535      | 69,33       |  |
|                | Michelle Beal               | FN             | 10 442       | 20,22        | 14 392      | 30,67       |  |
|                | Nadine Cochy                | PS             | 7 242        | 14,02        |             |             |  |
|                | Alexis Massart              | RPR            | 7 013        | 13,58        |             |             |  |
|                | Christian Atzori            | GÉ             | 1 351        | 2,62         |             |             |  |
|                | Jean-Pierre Lecesne         | LO             | 1 314        | 2,54         |             |             |  |
|                | Michel Benit                | LDI (MPF)      | 1 118        | 2,16         |             |             |  |
|                | Sylvie Bernard              | LT-LNÉ         | 979          | 1,9          |             |             |  |
|                | Philippe Bardiaux           | MDR            | 967          | 1,87         |             |             |  |
|                |                             |                |              |              |             |             |  |
| Inscrits       | Inscrits                    | Inscrits       | 77 321       | 100,00       | 77 319      | 100,00      |  |
| Abstentions    | Abstentions                 | Abstentions    | 23 358       | 30,21        | 24 556      | 31,76       |  |
| Votants        | Votants                     | Votants        | 53 963       | 69,79        | 52 763      | 68,24       |  |
| Blancs et nuls | Blancs et nuls              | Blancs et nuls | 2 309        | 4,28         | 5 836       | 11,06       |  |
| Exprimés       | Exprimés                    | Exprimés       | 51 654       | 95,72        | 46 927      | 88,94       |  |

#### Vingt-et-unième circonscription (Valenciennes)
| Candidat       | Candidat                        | Parti             | Premier tour | Premier tour | Second tour | Second tour |  |
| Candidat       | Candidat                        | Parti             | Voix         | %            | Voix        | %           |  |
| -------------- | ------------------------------- | ----------------- | ------------ | ------------ | ----------- | ----------- |  |
|                | Jean-Louis Borloo sortant réélu | UDF (FD)          | 17 019       | 34,27        | 26 224      | 52,79       |  |
|                | Fabien Thiémé                   | PCF               | 11 154       | 22,46        | 23 452      | 47,21       |  |
|                | Dominique Slabolepszy           | FN                | 7 879        | 15,86        |             |             |  |
|                | Bernard Frimat                  | PS                | 7 230        | 14,56        |             |             |  |
|                | Martial Esmans                  | LO                | 1 169        | 2,35         |             |             |  |
|                | Philippe Duée                   | diss. RPR         | 2 136        | 4,3          |             |             |  |
|                | Alain Deruche                   | Divers écologiste | 1 078        | 2,17         |             |             |  |
|                | Francis Raymond                 | LDI (MPF)         | 887          | 1,79         |             |             |  |
|                | Corinne Martin                  | LT-LNÉ            | 775          | 1,56         |             |             |  |
|                | Jean-Claude Borgogno            | MDC               | 338          | 0,68         |             |             |  |
|                |                                 |                   |              |              |             |             |  |
| Inscrits       | Inscrits                        | Inscrits          | 74 292       | 100,00       | 74 292      | 100,00      |  |
| Abstentions    | Abstentions                     | Abstentions       | 22 918       | 30,85        | 22 067      | 29,7        |  |
| Votants        | Votants                         | Votants           | 51 374       | 69,15        | 52 225      | 70,3        |  |
| Blancs et nuls | Blancs et nuls                  | Blancs et nuls    | 1 709        | 3,33         | 2 549       | 4,88        |  |
| Exprimés       | Exprimés                        | Exprimés          | 49 665       | 96,67        | 49 676      | 95,12       |  |

#### Vingt-deuxième circonscription (Le Quesnoy)
| Candidat       | Candidat                         | Parti          | Premier tour | Premier tour | Second tour | Second tour |  |
| Candidat       | Candidat                         | Parti          | Voix         | %            | Voix        | %           |  |
| -------------- | -------------------------------- | -------------- | ------------ | ------------ | ----------- | ----------- |  |
|                | Christian Bataille sortant réélu | PS             | 16 456       | 31,69        | 32 784      | 63,13       |  |
|                | Bernard Baudoux                  | PCF            | 10 804       | 20,81        | Retrait     | Retrait     |  |
|                | Jean-Marie Lemaire               | Divers droite  | 10 650       | 20,51        | 19 149      | 36,87       |  |
|                | Daniel Duhamel                   | FN             | 8 003        | 15,41        |             |             |  |
|                | Dominique Leblanc                | LDI (MPF)      | 2 473        | 4,76         |             |             |  |
|                | Nordine El Marbati               | LO             | 1 133        | 2,18         |             |             |  |
|                | Chantal Malpaux                  | Les Verts      | 882          | 1,7          |             |             |  |
|                | Marie Trapon                     | GÉ             | 870          | 1,68         |             |             |  |
|                | Maurice Hernoult                 | LT-LNÉ         | 652          | 1,26         |             |             |  |
|                |                                  |                |              |              |             |             |  |
| Inscrits       | Inscrits                         | Inscrits       | 72 485       | 100,00       | 72 488      | 100,00      |  |
| Abstentions    | Abstentions                      | Abstentions    | 17 978       | 24,8         | 17 068      | 23,55       |  |
| Votants        | Votants                          | Votants        | 54 507       | 75,2         | 55 420      | 76,45       |  |
| Blancs et nuls | Blancs et nuls                   | Blancs et nuls | 2 584        | 4,74         | 3 487       | 6,29        |  |
| Exprimés       | Exprimés                         | Exprimés       | 51 923       | 95,26        | 51 933      | 93,71       |  |

#### Vingt-troisième circonscription (Maubeuge)
| Candidat       | Candidat                          | Parti          | Premier tour | Premier tour | Second tour | Second tour |  |
| Candidat       | Candidat                          | Parti          | Voix         | %            | Voix        | %           |  |
| -------------- | --------------------------------- | -------------- | ------------ | ------------ | ----------- | ----------- |  |
|                | Claude Deresnes                   | FN             | 11 091       | 25,9         | 15 481      | 40,04       |  |
|                | Jean-Claude Decagny sortant réélu | UDF (FD)       | 9 492        | 22,16        | 23 185      | 59,96       |  |
|                | Annick Mattighello                | PCF            | 6 125        | 14,3         |             |             |  |
|                | Jacqueline Bard                   | PS             | 6 061        | 14,15        |             |             |  |
|                | Umberto Battist                   | diss. PS       | 4 604        | 10,75        |             |             |  |
|                | Martine Dupont                    | LO             | 1 280        | 2,99         |             |             |  |
|                | Patrick Degardin                  | LDI (MPF)      | 1 274        | 2,97         |             |             |  |
|                | Jean Thiriaux                     | Divers droite  | 1 078        | 2,52         |             |             |  |
|                | Chantal Leroy                     | LT-LNÉ         | 934          | 2,18         |             |             |  |
|                | Rossano Pulpito                   | MÉI            | 850          | 1,98         |             |             |  |
|                | Bruno Gayot                       | Extrême droite | 20           | 0,05         |             |             |  |
|                | Nasser Achour                     | Divers droite  | 19           | 0,04         |             |             |  |
|                |                                   |                |              |              |             |             |  |
| Inscrits       | Inscrits                          | Inscrits       | 65 082       | 100,00       | 65 076      | 100,00      |  |
| Abstentions    | Abstentions                       | Abstentions    | 20 419       | 31,37        | 21 038      | 32,33       |  |
| Votants        | Votants                           | Votants        | 44 663       | 68,63        | 44 038      | 67,67       |  |
| Blancs et nuls | Blancs et nuls                    | Blancs et nuls | 1 835        | 4,11         | 5 372       | 12,2        |  |
| Exprimés       | Exprimés                          | Exprimés       | 42 828       | 95,89        | 38 666      | 87,8        |  |

#### Vingt-et-quatrième circonscription (Avesnes-sur-Helpe)
| Candidat       | Candidat             | Parti          | Premier tour | Premier tour | Second tour | Second tour |  |
| Candidat       | Candidat             | Parti          | Voix         | %            | Voix        | %           |  |
| -------------- | -------------------- | -------------- | ------------ | ------------ | ----------- | ----------- |  |
|                | Marcel Dehoux élu    | PS             | 12 118       | 28,31        | 25 341      | 58,50       |  |
|                | Alain Poyart sortant | RPR            | 9 366        | 21,88        | 17 979      | 41,50       |  |
|                | Joël Wilmotte        | Divers droite  | 6 603        | 15,43        |             |             |  |
|                | Alain Berteaux       | PCF            | 6 093        | 14,23        |             |             |  |
|                | Pierre Zanardi       | FN             | 5 371        | 12,55        |             |             |  |
|                | Jean-Charles Cournut | LO             | 1 327        | 3,10         |             |             |  |
|                | Damien Ramondou      | Les Verts      | 769          | 1,80         |             |             |  |
|                | Christiane Lefrère   | LT-LNÉ         | 564          | 1,32         |             |             |  |
|                | Hervé Dubois         | GÉ             | 550          | 1,28         |             |             |  |
|                | Jacques Zeggai       | Extrême droite | 46           | 0,11         |             |             |  |
|                |                      |                |              |              |             |             |  |
| Inscrits       | Inscrits             | Inscrits       | 63 263       | 100,00       | 63 263      | 100,00      |  |
| Abstentions    | Abstentions          | Abstentions    | 18 318       | 28,96        | 16 832      | 26,61       |  |
| Votants        | Votants              | Votants        | 44 945       | 71,04        | 46 431      | 73,39       |  |
| Blancs et nuls | Blancs et nuls       | Blancs et nuls | 2 138        | 4,76         | 3 111       | 6,7         |  |
| Exprimés       | Exprimés             | Exprimés       | 42 807       | 95,24        | 43 320      | 93,3        |  |